# Dirección de Inteligencia Nacional
DINA (hiszp. Dirección Nacional de Inteligencia,  Narodowa Dyrekcja Wywiadu) – chilijska tajna policja polityczna, odpowiedzialna za ściganie opozycji lewicowej  w okresie sprawowania władzy przez chilijskiego dyktatora Augusto Pinocheta.
Od chwili utworzenia w listopadzie 1973 r. była kierowana przez gen. Manuela Contrerasa - oskarżona o liczne mordy polityczne, m.in. zabójstwo byłego chilijskiego członka rządu Orlando Leteliera. Agenci DINA byli zamieszani w operację Kondor oraz operację Kolombo.
DINA istniała do 1977 r. i została zastąpiona przez Centro Nacional de Información (CNI), czyli Narodowe Centrum Informacji.